# Stade municipal Guillermo-Amor
Le stade municipal Guillermo-Amor (en espagnol : Estadio Municipal Guillermo Amor), auparavant connu sous le nom de stade municipal de Foietes (en espagnol : Estadio Municipal de Foietes, est un stade de football espagnol situé dans la ville de Benidorm, dans la communauté valencienne.
Le stade, doté de 9 000 places et inauguré en 1964, sert d'enceinte à domicile à l'équipe de football du Benidorm Club de Fútbol.
Il porte le nom de Guillermo Amor, ancien footballeur originaire de la ville.

## Histoire
Le stade ouvre ses portes en 1964 sous le nom de Estadio Municipal de Foietes.

## Événements

### Concerts
| Bruce Springsteen  | ? |
| The Rolling Stones | ? |
| Elton John         | ? |
| Fito y Fitipaldis  | ? |
| Mojinos Escozíos   | ? |